# Александров Анатолій Олександрович
Анатолій Олександрович Олександров (7 квітня 1951, Ізяслав, Українська РСР, СРСР) — з 7 квітня 2010 року ректор Московського державного технічного університету імені Баумана.

## Біографія
У 1969 році поступив до Московського вищого технічного училища імені М. Е. Баумана, яке закінчив у 1975 році. Після закінчення училища кілька років працював інженером у МВТУ. З 1982 року — інженер-конструктор, начальник відділу матеріально-технічного постачання, заступник директора з розвитку та організації навчального процесу, головний інженер Експериментально-дослідного заводу МВТУ імені М. Е. Баумана.
У 1984 році, незабаром після вступу до аспірантури, був обраний на посаду секретаря комітету комсомолу МВТУ, що завадило займатися дисертацією. Через п'ять років досягнення науки в області роботи Александрова (стартове обладнання, ракетна техніка) пішли вперед, і він вирішив відкласти наукову роботу.
З 1991 році А.Олександров — директор Дослідного заводу МДТУ імені Баумана. Серед розробок на виробництві, де працював Анатолій Олександрович, було кілька проектів для Ростехнагляду і МНС Росії, удостоєних премії Уряду. У 2004 році він захистив кандидатську дисертацію, а через два роки — докторську. З 2010 року — член Ради Фонду «Сколково».

### Вибори на посаду ректора МГТУ
Кандидатура А.Олександрова на посаду ректора МДТУ імені Баумана була висунута 4 лютого 2010 року загальними зборами колективу  НУК «Спеціальне машинобудування».
7 квітня 2010 року відбулися вибори ректора. У першому турі голосування більшістю голосів переміг Анатолій Олександрович Олександров. Перший наказ, підписаний Олександровим на новій посаді, стосувався підписання контрактів з проректорами.

## Плагіат докторської дисертації
У вересні 2013 року спільнота Диссернет провела експертизу докторської дисертації А.Олександрова, в результаті якої були виявлені масштабні запозичення з чужих наукових робіт. Фігурант Дисертета: виявлено плагіат у дисертації на здобуття наукового ступеня доктора технічних наук, а також відзначився участю у захисті барвистої (тобто з виявленим плагіатом) дисертації, підготовленої під його керівництвом. Більше того, ректор Бауманки Анатолій Олександров увійшов до рейтингу російських ректорів-плагіаторів на почесному дев'ятому місці — 80 % сторінок його дисертації містять некоректні запозичення з декількох джерел.

## Громадська позиція
У вересні 2016 року став довіреною особою партії «Єдина Росія» на виборах у Державну думу VII скликання.
Входить до складу Громадської ради при Слідчому комітеті Російської Федерації.
У 2022 році став одним із підписантів листа на підтримку війни проти України

## Санкції
З 9 червня 2022 року перебувати під персональними санкціями України.

## Нагороди
- Орден «За заслуги перед Вітчизною» IV ступеня (4 липня 2016)[12]
- Орден Пошани (10 квітня 2011 року) — за заслуги в галузі освіти, науки і великий внесок у підготовку висококваліфікованих фахівців[13]

## Цікаві факти
- Анатолій Олександрович став ректором МДТУ в день свого народження[14].